# Bordesscène

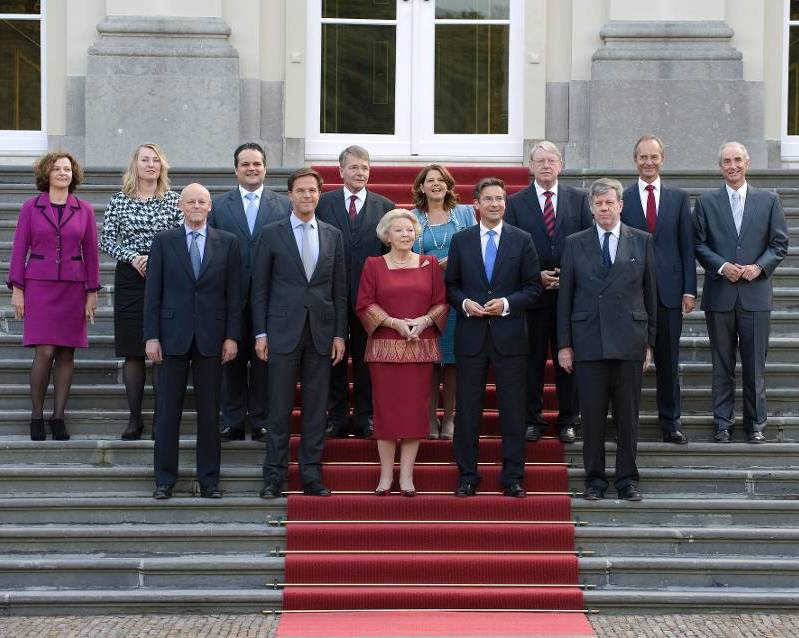
Bordesscène van koningin met ministers uit het kabinet-Rutte I in 2010, samen de Nederlandse regering.

De bordesscène of bordesfoto is een fotomoment aan het einde van de kabinetsformatie in Nederland, direct na beëdiging van alle nieuwe bewindslieden door de koning(in), waarbij de ministers van een nieuw Nederlands kabinet door het staatshoofd aan de bevolking worden voorgesteld. Op de foto staan de ministers in volgorde van belangrijkheid rondom de koning(in) op de traptreden die naar het bordes van het paleis voeren. Zij vormen samen de Nederlandse regering.
De staatssecretarissen komen niet op deze foto. Wel wordt er op aan andere plaats een tweede officiële foto gemaakt van het kabinet, dat zijn alle ministers en staatssecretarissen, zonder de koning.

## Geschiedenis

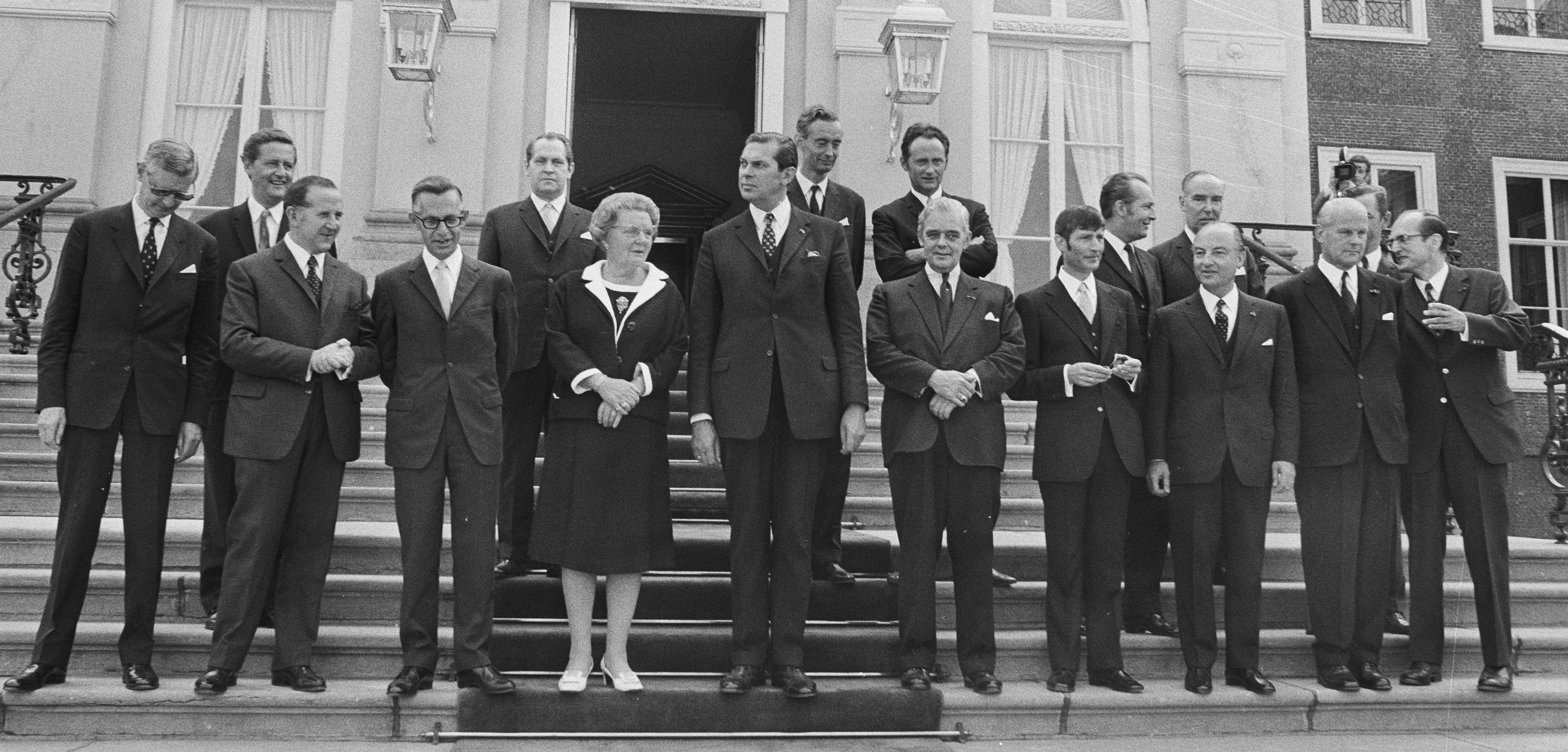
Allereerste bordesscène van een nieuwe regering, Biesheuvel I in 1971 op Paleis Huis ten Bosch.

De eerste officiële foto's van kabinetten werden gemaakt bij aanvang van de eerste ministerraad zonder de koning(in). Het gebeurde soms ook wel dat de ministers na afloop van de beëdiging gefotografeerd werden op de paleistrappen, maar dan zonder de koning(in). De eerste bordesscène vond plaats in 1971 bij aantreden van het kabinet-Biesheuvel I. Met dit officiële fotomoment wilden koningin en kabinet meer in de openbaarheid treden. Door opkomst van het nieuwe medium televisie was de belangstelling van het publiek sterk toegenomen.
Van de rompkabinetten Biesheuvel II (1972) en Balkenende III (2006) waren bij aantreden geen bordesfoto's gemaakt, zij hadden slechts een beperkte opgave. Het rompkabinet Van Agt III (1982) kreeg dit wel.

## Locatie
Vrijwel altijd vindt de bordesscène plaats op de trappen van Paleis Huis ten Bosch. In 1977 werd het kabinet-Van Agt I echter gepresenteerd op de trappen van Paleis Soestdijk. In 1981 werd de foto in de hal van Huis ten Bosch genomen vanwege slecht weer. In 1998, 2017 en 2022 week men uit naar het Paleis Noordeinde. In 2017 kon het niet op Huis ten Bosch vanwege verbouwingen. In 2022 moest men vanwege de maatregelen tijdens de coronacrisis in Nederland afstand houden houden bij de opstelling, waar op Noordeinde meer ruimte voor was.

## Opstelling

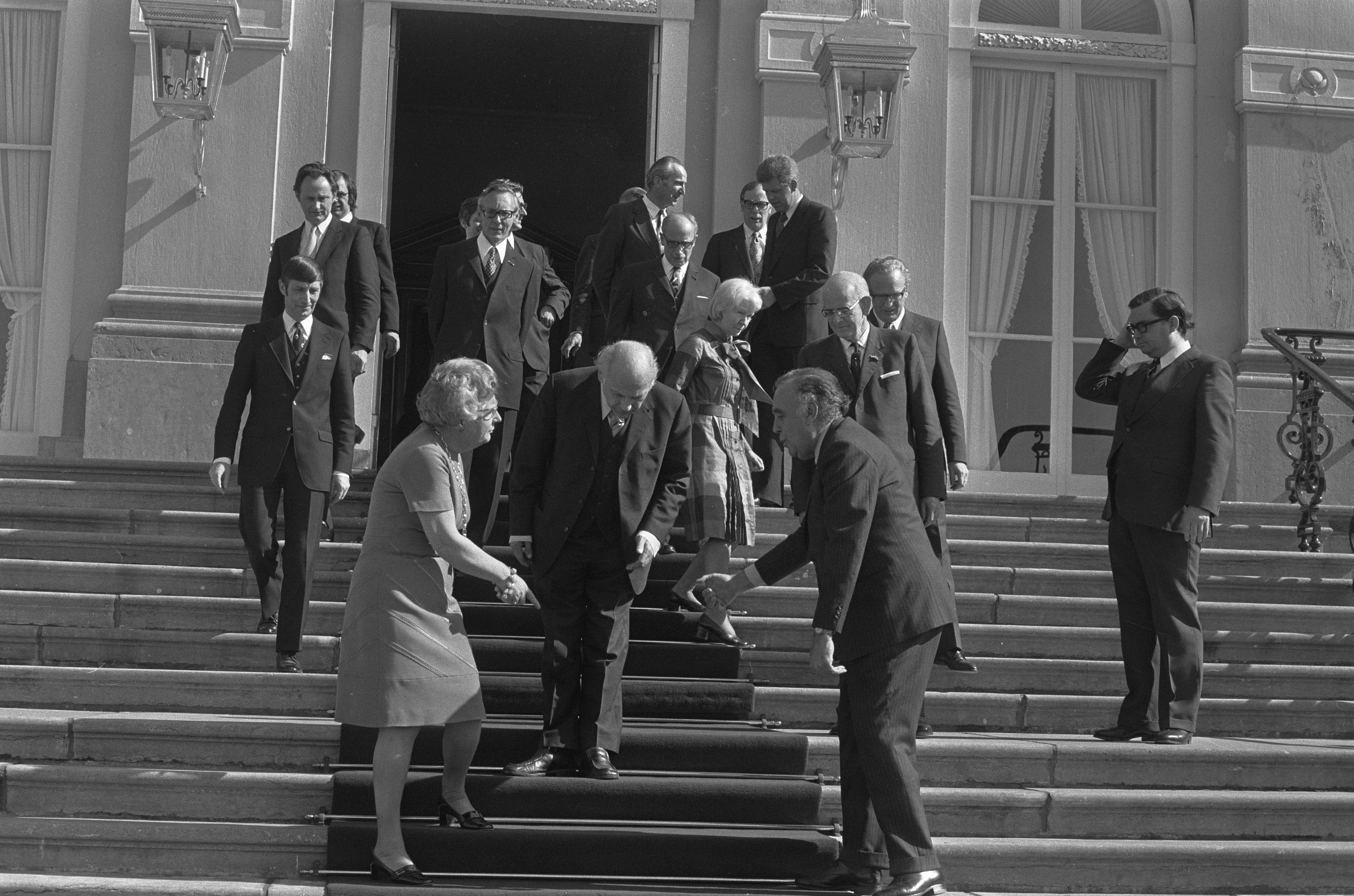
Koningin Juliana en premier Joop den Uyl worden gewezen op hun plekken voor de bordesscène van 1973.

De plaatsen van koning(in) en ministers zijn vooraf volgens protocol bepaald. De directeur van het kabinet van de Koning(in) ziet er op toe dat de bewindslieden op de juiste plek staan. In het midden vooraan staat altijd de koning(in). Aan de rechterzijde van het staatshoofd staat de minister-president en links de eerste vicepremier. Eventueel staan daarnaast afwisselend rechts en links de andere vicepremiers. De andere ministers staan gesorteerd naar volgorde van de hoofdstukken van de Rijksbegroting, die gebaseerd zijn op de anciënniteit van de ministeries. Ministers van nieuwe departementen en ministers zonder portefeuille staan daarom achteraan.
Een paar keer is hiervan afgeweken en zijn vrouwelijke ministers naar voren gehaald om hun zichtbaarheid te vergroten. In 1973 werden bewindslieden van Democraten 66 (D66) en Politieke Partij Radikalen (PPR) naar voren gehaald om te benadrukken dat zij deelnamen aan het kabinet-Den Uyl.
De koning(in) komt als eerste naar buiten, begeleid door de voorzitter en vicevoorzitter van de ministerraad. Na het nemen van de foto's is het de bedoeling dat de premier het staatshoofd begeleid om als eerste weer terug naar binnen te gaan.

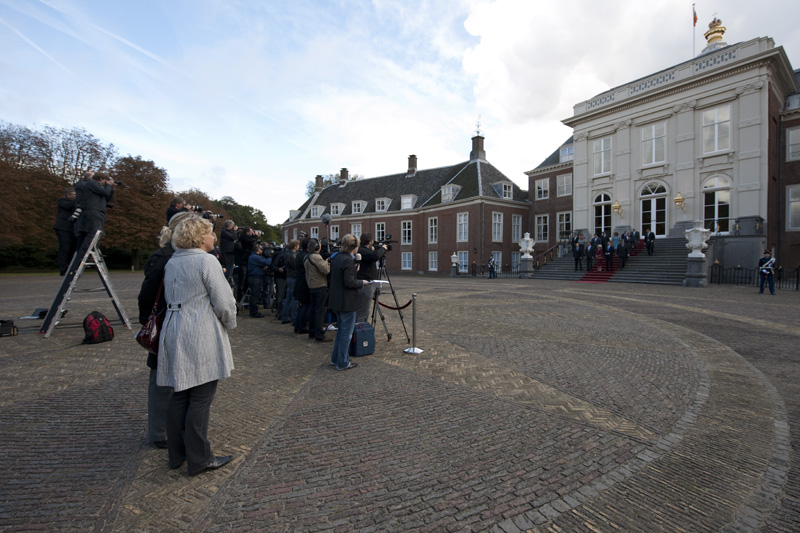
Fotografen bij de bordesscène van kabinet-Rutte I in 2010.

De pers staat op een verhoogde tribune tegenover de trappen, vroeger stonden de fotografen op eigen ladders.

## Etiquette

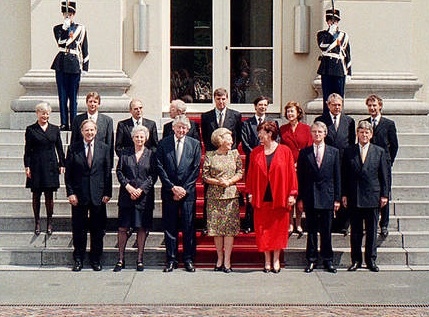
Bordesfoto ministers kabinet-Kok II: faux pas bij de kleding etiquette met felrood mantelpak dat de aandacht afleidt van de koningin.

Als etiquette voor de kleding geldt voor mannen tenue de ville, ofwel een donker pak. Dat is te danken aan koningin Juliana, die ooit zou hebben gezegd niet met een "stel begrafenisondernemers" op de foto te willen. De mannen moeten zich daarom omkleden na de beëdiging, omdat voor dat plechtige moment de eis geldt van het jacquet. Voor vrouwen bestaan minder duidelijke voorschriften, hoofdregel bij een koningin is, dat het staatshoofd er optisch uitspringt. Kleding van de vrouwen hoort daar door kleurstelling en ontwerp aan ondergeschikt te zijn.
Als gouden regel voor gedrag tijdens de beëdiging en op het bordes, geldt dat de personen waardigheid uitstralen. Lachen, zwaaien en grappen maken is volgens een etiquettedeskundige uit den boze.

## Voorafgaand en naderhand

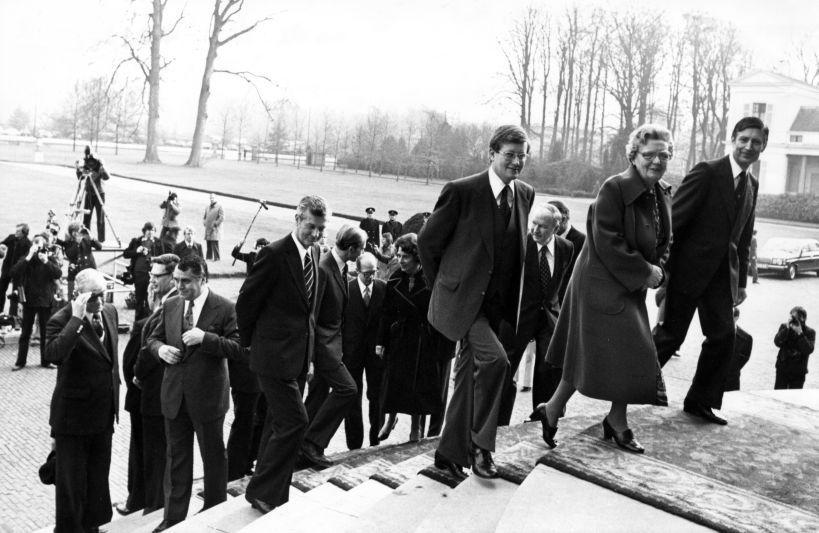
Na de bordesscène, met koningin Juliana en de ministers uit het kabinet-Van Agt I op Paleis Soestdijk (1977)

Voorafgaand aan de bordesscène vinden in het paleis enige officiële handelingen plaats. Om te beginnen wordt er het Koninklijk besluit genomen, alle ministers en staatssecretarissen die niet terugkomen in een nieuw kabinet, ontslag te verlenen. Daarna wordt het besluit genomen, de nieuwe ministers en staatssecretarissen te benoemen. De besluiten wordt ondertekend door de koning en tevens door de nog zittende minister-president, die de staatsrechtelijke verantwoording draagt (contrasigneren). Vervolgens worden de nieuw benoemde bewindslieden door de nieuwe minister-president voorgesteld aan de koning(in), waarna de beëdiging van de bewindslieden door het staatshoofd plaatsvindt. De officiële handelingen zijn gebaseerd op de Grondwet.
Na de bordesscène vindt de officiële overdracht van de oude naar de nieuwe bewindspersonen plaats. De nieuwe minister van Financiën krijgt dan bijvoorbeeld de sleutel van de schatkist. Daarna wordt het eerste officiële gezamenlijke overleg van de ministers gehouden, de ministerraad. Ten slotte is er een eerste ontmoeting met de parlementaire pers.

## Bron
- Van Baalen, Carla, Van Kessel, Alexander (2012). De kabinetsformatie in vijftig stappen. Boom. ISBN 9789461055729.